# Atletica leggera ai Giochi della IX Olimpiade - Staffetta 4×100 metri femminile
La competizione della staffetta 4×100 metri femminile di atletica leggera ai Giochi della IX Olimpiade si tenne i giorni 4 e 5 agosto 1928 allo Stadio Olimpico di Amsterdam.

## L'eccellenza mondiale
| Vincitrice dei II Giochi mondiali | 49”8 (4×110 yd) | Gran Bretagna | Assente  |
| Migliore prestazione mondiale     | 48”8            | Germania      | Presente |

1. ↑  Stabilita il 14 luglio 1928.

## Risultati

### Batterie
Si disputarono il giorno 4 agosto. Le prime tre squadre si qualificarono alla finale.
| Pos. | Nazione     | Atleti                                                              | Tempo |
| ---- | ----------- | ------------------------------------------------------------------- | ----- |
| 1    | Canada      | Fanny Rosenfeld Ethel Smith Jane Bell Myrtle Cook                   | 49"3  |
| 2    | Paesi Bassi | Lies Aengenendt Rie Briejèr Nettie Grooss Bets ter Horst            | 50"4  |
| 3    | Francia     | Georgette Gagneux Yolande Plancke Marguerite Radideau Lucienne Velu | 51"0  |
| 4    | Svezia      | Maud Sundberg Inga Gentzel Emy Pettersson Ruth Svedberg             | 53"2  |

| Pos. | Nazione     | Atleti                                                                | Tempo |
| ---- | ----------- | --------------------------------------------------------------------- | ----- |
| 1    | Stati Uniti | Mary Washburn Jessie Cross Loretta McNeil Betty Robinson              | 48"8  |
| 2    | Germania    | Rosa Kellner Leni Schmidt Anni Holdmann Leni Junker                   | 49"8  |
| 3    | Italia      | Luisa Bonfanti Giannina Marchini Derna Polazzo Vittorina Vivenza      |       |
| 4    | Belgio      | Elise Van Truyen Rose Van Crombrugge Juliette Segers Léontine Stevens |       |

### Finale
È ufficializzato solo il tempo del primo classificato.
| Pos.    | Nazione     | Atlete                                                              | Tempo ufficiale | Tempo ufficioso |
| ------- | ----------- | ------------------------------------------------------------------- | --------------- | --------------- |
| Oro     | Canada      | Fanny Rosenfeld Ethel Smith Jane Bell Myrtle Cook                   | 48"4            |                 |
| Argento | Stati Uniti | Mary Washburn Jessie Cross Loretta McNeil Betty Robinson            |                 | 48"8            |
| Bronzo  | Germania    | Rosa Kellner Leni Schmidt Anni Holdmann Leni Junker                 |                 | 49"0            |
| 4       | Francia     | Georgette Gagneux Yolande Plancke Marguerite Radideau Lucienne Velu |                 | 49"6            |
| 5       | Paesi Bassi | Lies Aengenendt Rie Briejèr Nettie Grooss Bets ter Horst            |                 | 49"8            |
| 6       | Italia      | Luisa Bonfanti Giannina Marchini Derna Polazzo Vittorina Vivenza    |                 | 53"6            |